# Mark Gwrman
Mark Gwrman (in kazako Марк Гурман?; in ebraico מרק גורמן‎?; Almaty, 9 febbraio 1989) è un calciatore kazako di origine israeliana, difensore del Qyzyljar.

## Palmarès

### Club

#### Competizioni nazionali
- Coppa del Kazakistan: 4

Astana: 2010
Qaýrat: 2014, 2015
Qaýsar:2019
- Supercoppa del Kazakistan: 1

Astana: 2011